# Micro Scout
Der Micro Scout ist der kleinste programmierbare Stein der Lego-Produktserie Mindstorms und war Bestandteil der zwei Lego Star-Wars-Sets „Dark Side Developer Kit“ (9754) aus dem Jahr 2000 und „Droid Developer Kit“ (9748), erschienen 1999.

## Hardware Spezifikationen
- Eingebauter Motor mit einer Verbindung für Technik Kreuzachsen
- Lichtsensor
- VLL-Schnittstelle
- 7 eingebaute Programme
- ein Benutzerprogramm (P-Modus)
- 8-Segment-LCD
- On/OFF, Select, Run Tasten

Über die VLL-Schnittstelle kann ein einfaches Programm in den Micro Scout geladen werden. Hierzu wird der Lichtsensor des Scout über einen Lichtwellenleiter z. B. mit einem Scout Stein verbunden. Diese Funktionalität wird in den beiliegenden Dokumentationen nicht erwähnt.
Allerdings gibt es eine englischsprachige Seite, die sich speziell mit dieser Funktion beschäftigt und auch konkrete Beispiele sowie Hinweise zur Programmierung liefert.